# こども基本法
こども基本法（こどもきほんほう、令和4年6月22日法律第77号）は、こども施策を総合的に推進することに関する日本の法律である。
法令番号は令和4年法律第77号。2022年（令和4年）6月22日に公布され、2023年（令和5年）4月1日から施行された。また、同日、本法に掲げられたこども施策の立案、実施を担う行政機関としてこども家庭庁が発足した。

## 構成
- 第1章 総則（第1条 - 第8条）
- 第2章 基本的施策（第9条 - 第16条）
- 第3章 こども政策推進会議（第17条 - 第20条）
- 附則

## 立法経緯
こども家庭庁設置法が討議された第208回国会において、衆議院提出の議員立法として制定された。提出は、自由民主党及び公明党。その制定の趣旨は提案者が「子供政策の司令塔としてこども家庭庁を設置する法案を提出されておりますが、このような組織法と相まって、従来、諸法律に基づいて国の関係省庁、地方自治体において進められてきた子供に関する様々な取組を講ずるに当たっての共通の基盤となるものとして、子供施策の基本理念や基本となる事項を明らかにすることにより、子供施策を社会全体で総合的かつ強力に実施していくための包括的な基本法が必要である」と説明している。

### 法案提出と審議経緯
- 2022年4月4日、自由民主党及び公明党により衆議院へ提出[4]
- 同年5月13日、衆議院内閣委員会で可決された[5]。
- 同年5月17日、衆議院本会議で可決された[5]。
- 同年6月14日、参議院内閣委員会で可決された[5]。
- 同年6月15日、参議院本会議で可決され、成立した[5]。